# Bimenes
Bimenes ist eine spanische Gemeinde (concejo in Asturien, entspricht dem municipio im übrigen Spanien) in der autonomen Region Asturien. Es grenzt im Norden und Osten an Siero und Nava, im Süden an Laviana und San Martín del Rey Aurelio, im Westen wieder an Nava. Der Hauptort ist Martimporra.

## Geschichte
Wie beinahe überall in Asturien ist eine Besiedelung der Region seit der Altsteinzeit nachzuweisen. Insbesondere die Hügelgräber bei „Piedrafita“ und „Lancosa“ zeugen noch heute davon.
Wallburgen auf dem „Pico Castiello“, in „La Millar“ und „Santa Cristina“ wurden zum Schutz der Minen und der weitreichenden, noch heute sichtbaren Handelswege gebaut.
Der Name des Ortes wurde erstmals im Jahr 1161 in Urkunden des Klosters San Vicente (Oviedo) erwähnt. 
 Bis zum 19. Jahrhundert wurde das Concejo durch regionale Familien und das Erzbistum Oviedo regiert und verwaltet.

## Wappen
- links oben: Wappen der Benediktinerkongregation von Valladolid
- rechts oben: Wappen des Hauses „Alvarez de las Asturias“
- links unten: Wappen des Hauses Estrada
- rechts unten: Wappen des Hauses Balvidares

## Geographie
Die Gemeinde mit ihren 1672 Einwohnern (Stand 1. Januar 2022) hat eine Grundfläche von 32,69 km². Die größte Erhebung ist der Peña Mayor mit 1.144 m.

### Grund und Boden
Kalkstein und anderes metamorphes Sedimentgestein, sind die beherrschenden Gesteinsformationen. Die Bergzüge der Sierra de Peña begrenzen die Gemeinde im Osten und sind typisch für diese Region.

### Flüsse und Seen
Der Rio Fuensanta und mehrere seiner Zuflüsse durchqueren die Gemeinde.

## Wirtschaft
Bimenes ist seit alters her landwirtschaftlich geprägt. In jüngster Zeit hat man sich hier auf die Produktion von Sidra spezialisiert. Der Zusammenschluss einiger Gemeinden Asturiens zur „Mancomunidad Comarca de la Sidra“ (Produktions- und Vermarktungsgesellschaft mehrerer Gemeinden) hat diesen Produktionszweig wieder rentabel gemacht. Handel und Industrie existieren nur in klein- und mittelständischen Betrieben.
| TOTAL | 285 | 100   |
| Ackerbau, Viehzucht und Fischerei                                                                              | 36  | 12,63 |
| Industrie | 37  | 12,98 |
| Bauwirtschaft                                                                                                  | 55  | 19,30 |
| Dienstleistungsbetriebe                                                                                        | 157 | 55,09 |
| * Daten aus dem Statistischen Amt für Wirtschaftliche Entwicklung in Asturien, Stand 2009 (PDF; 109 kB), SADEI |     |       |

### Verkehrsanbindung
- Nächster internationaler Flugplatz: Flughafen Asturias in Oviedo.
- Haltestellen der FEVE oder ALSA sind in jedem Ort.
- Eisenbahnanbindung an das Netz der Renfe in beinahe jedem Ort.

## Politik
Die 9 Sitze im Gemeinderat verteilen sich wie folgt:
| Sitzverteilung im Gemeinderat von Bimenes |      |      |      |      |      |      |      |      |      |      |
| Partei                                    | 1979 | 1983 | 1987 | 1991 | 1995 | 1999 | 2003 | 2007 | 2011 | 2015 |
| BIB                                       |      |      |      |      |      |      | 3    | 7    | 7    |      |
| PSOE                                      | 2    | 3    | 4    | 3    | 3    | 3    | 1    | 1    |      | 4    |
| CD / AP / PP                              |      | 2    | 1    | 2    | 2    | 2    | 1    |      |      |      |
| PCE / IU-BA                               | 4    | 6    | 6    | 3    | 6    | 3    | 2    | 1    | 1    | 1    |
| PAS / URAS-PAS                            |      |      |      |      |      |      | 1    |      | 1    | 3    |
| URAS / URAS-PAS                           |      |      |      |      |      |      |      |      |      |      |
| UCD / CDS                                 | 3    |      |      |      |      |      |      |      |      |      |
| PDNI                                      |      |      |      |      |      | 3    |      |      |      |      |
| BISODE                                    |      |      |      |      |      |      | 3    |      |      |      |
| Xente Yerbato                             |      |      |      |      |      |      |      |      |      | 1    |
| Total                                     | 9    | 11   | 11   | 11   | 11   | 11   | 11   | 9    | 9    | 9    |

## Bevölkerungsentwicklung
| Bevölkerungsentwicklung von Bimenes seit 1842 |
| --------------------------------------------- |
|                                               |
| Quelle: INE - Daten aufbereitet für Wikipedia |

## Parroquias
Die Gemeinde Bimenes ist in 3 Parroquias unterteilt:
- San Emeterio (Santu Medero)
- San Julián (Santuyano)
- Suares

## Sehenswürdigkeiten
- Kirche San Julián
- Kapelle Santa Bárbara mit Sakristei
- Palacio de Martimporra (Palast)

## Feste und Feiern
Die bekannteste Feria ist wohl die „Feria Ganado de Primavera“, der große „Viehmarkt“ im April in Rozaes.

## Söhne und Töchter der Gemeinde
- Graciano Canteli Rodriguez (1895–1980), Diplomat
- Melanio Asensio (1936–2021), Leichtathlet
- Xulio Vixil (* 1964), asturischer Schriftsteller